# Oberpöring
Oberpöring – miejscowość i gmina w Niemczech, w kraju związkowym Bawaria, w rejencji Dolna Bawaria, w regionie Donau-Wald, w powiecie Deggendorf, siedziba wspólnoty administracyjnej Oberpöring. Leży około 18 km na południowy zachód od Deggendorfu, nad Izarą.

## Dzielnice
W skład gminy wchodzą następujące dzielnice: Niederpöring, Oberpöring, Gneiding, Oberpöringer Moos i Bürg.

## Demografia
| Rok  | Liczba mieszk. |
| ---- | -------------- |
| 1970 | 1 080          |
| 1987 | 1 014          |
| 2000 | 1 085          |
| 2005 | 1 157          |
| 2008 | 1 146          |

### Struktura wiekowa
Dane o ludności z 31 grudnia 2008:
| Opis                                | Ogółem | Ogółem | Kobiety | Kobiety | Mężczyźni | Mężczyźni |
| ----------------------------------- | ------ | ------ | ------- | ------- | --------- | --------- |
| Jednostka                           | osób   | %      | osób    | %       | osób      | %         |
| Populacja                           | 1146   | 100    | 584     | 50,96   | 562       | 49,04     |
| Wiek przedprodukcyjny (0–17 lat)    | 231    | 20,16  | 122     | 10,65   | 109       | 9,51      |
| Wiek produkcyjny (18–65 lat)        | 714    | 62,3   | 351     | 30,63   | 363       | 31,68     |
| Wiek poprodukcyjny (powyżej 65 lat) | 201    | 17,54  | 111     | 9,69    | 90        | 7,85      |

## Zabytki
- Kościół pw. Wniebowstąpienia NMP w Bürg
- Zamek Niederpöring

## Polityka
Wójtem gminy jest Josef Loibl, rada gminy składa się z 12 osób.
|      | FWG | UWGN | FW G | Razem |
| 2008 | 6   | 4    | 2    | 12    |
| 2002 | 8   | 3    | 1    | 12    |

## Oświata
W gminie znajduje się 50 miejsc przedszkolnych.